# 何志榮
何志榮（英語：Ho Chi Wing；1981年11月1日－），香港職業足球員，司職前鋒，曾入選香港奧運足球代表隊。現時效力香港乙組足球聯賽球隊永義。

## 球員生涯
何志榮出身於香港甲組足球聯賽老牌球會愉園，1999年獲提升上甲組。翌季轉投傑志。
2001年，何志榮轉投流浪，開始獲得較多上陣機會，其後並且入選香港奧運足球代表隊，備戰2004年奧運足球預賽。
英超球會利物浦於2003年7月25日訪問香港，兩日後於香港大球場與香港隊進行表演賽，何志榮有份入選香港隊最後25人名單，不過未有獲派上陣。
可惜何志榮於2003年8月，跟隨香港奧運隊赴阿聯酋集訓時，在操練中被隊友利偉倫踢中小腿，引發舊患令右膝十字韌帶受傷，從此退出甲組球員行列。其效力的流浪為他向香港足球總會追討賠償，事件揭發甲組球員並無勞工保險問題，香港足球總會亡羊補牢，在新一屆球季為所有註冊球員購買勞工保險。
經過兩年多養傷後，何志榮於2005-06年度球季復出，加盟香港乙組足球聯賽球隊東方。翌季轉投永義，並一直效力至今。此外，何志榮亦有參加5人足球賽。

## 外部連結
- 香港足球總會網頁球員註冊資料 （页面存档备份，存于）